# Korfantów
Korfantów (deutsch: Friedland O.S.) ist eine Stadt mit rund 1850 Einwohnern in der Stadt- und Landgemeinde Korfantów mit etwa 9000 Einwohnern im Powiat Nyski der Woiwodschaft Opole in Polen.

## Geographie
Korfantów liegt rund 22 Kilometer östlich von Nysa (Neisse) und etwa 40 Kilometer südwestlich von Opole (Oppeln) in der Nizina Śląska (Schlesischen Tiefebene) am rechten Ufer der Steinau (Ścinawa Niemodlińska).
Nachbarorte von Korfantów sind im Nordosten Włostowa (Floste), im Osten Stara Jamka (Jamke), im Süden Rączka (Ranisch) und im Westen Wielkie Łąki (Hillersdorf). Das nur wenig nördlich gelegene kleine Straßendorf Ulianówka (Julienthal), abgehend von der Straße nach Niemodlin (Falkenberg), wurde zum 1. Januar 1998 in die Stadt eingemeindet.

## Geschichte

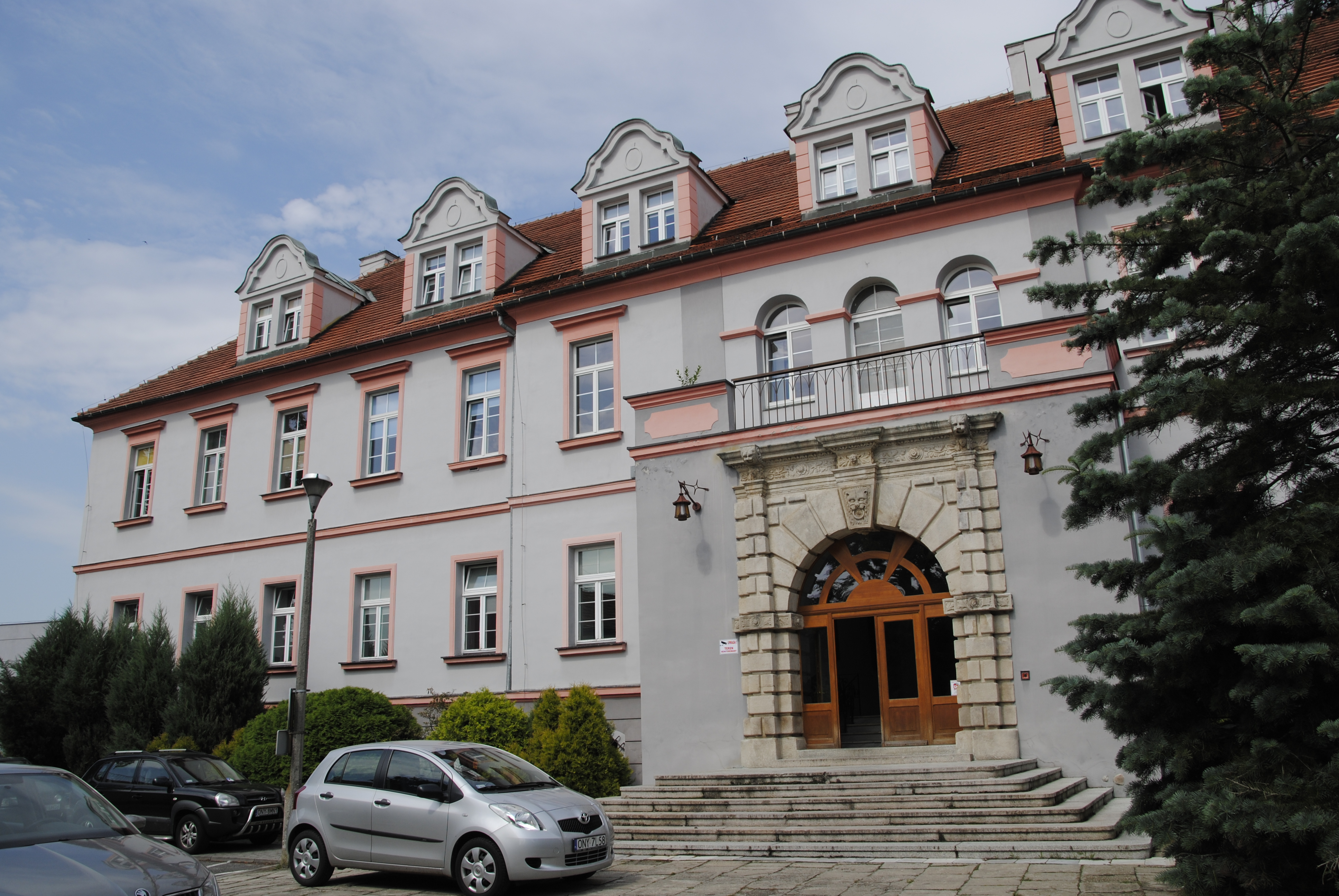
Schloss Friedland (2018)

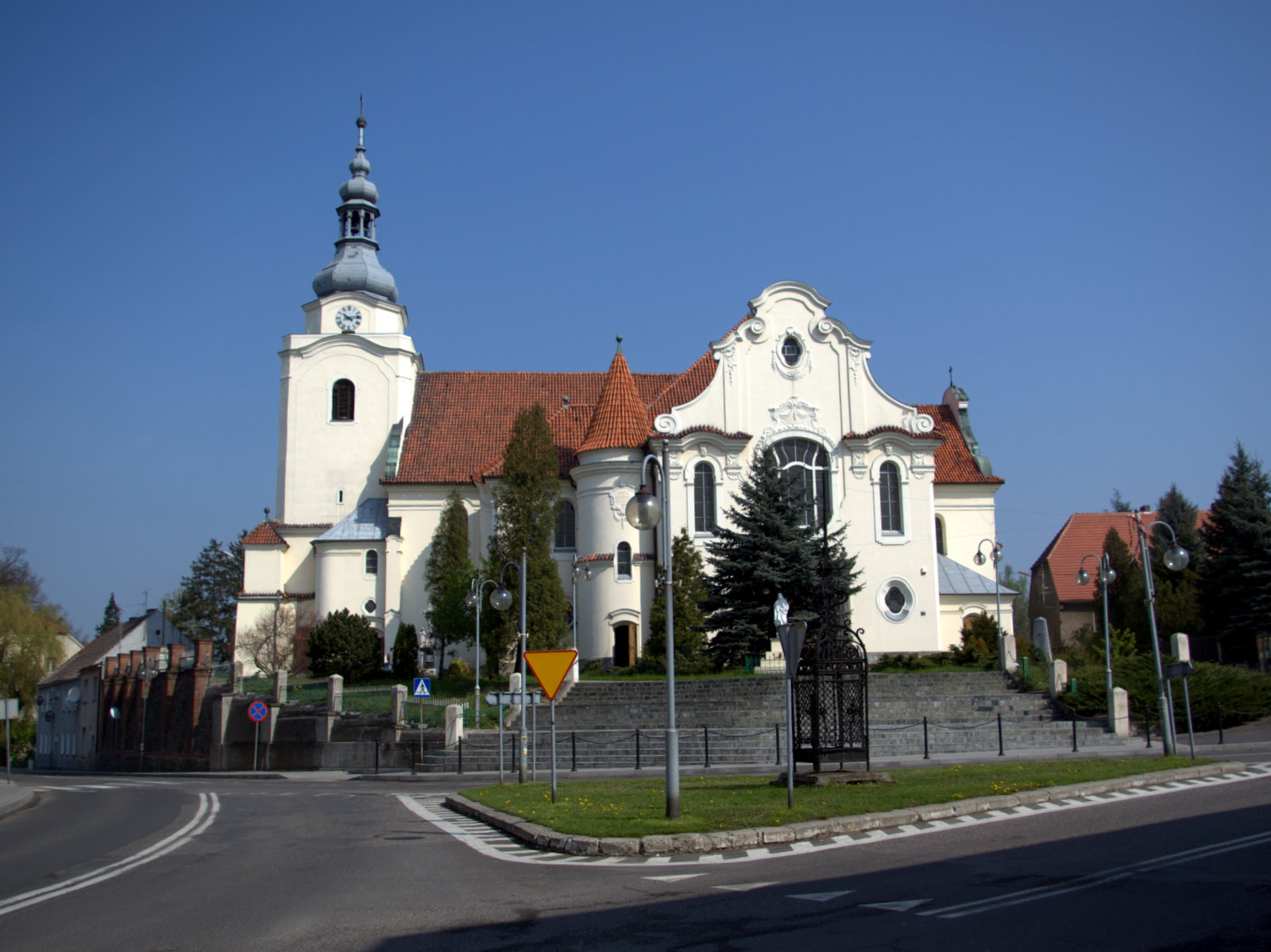
Dreifaltigkeitskirche

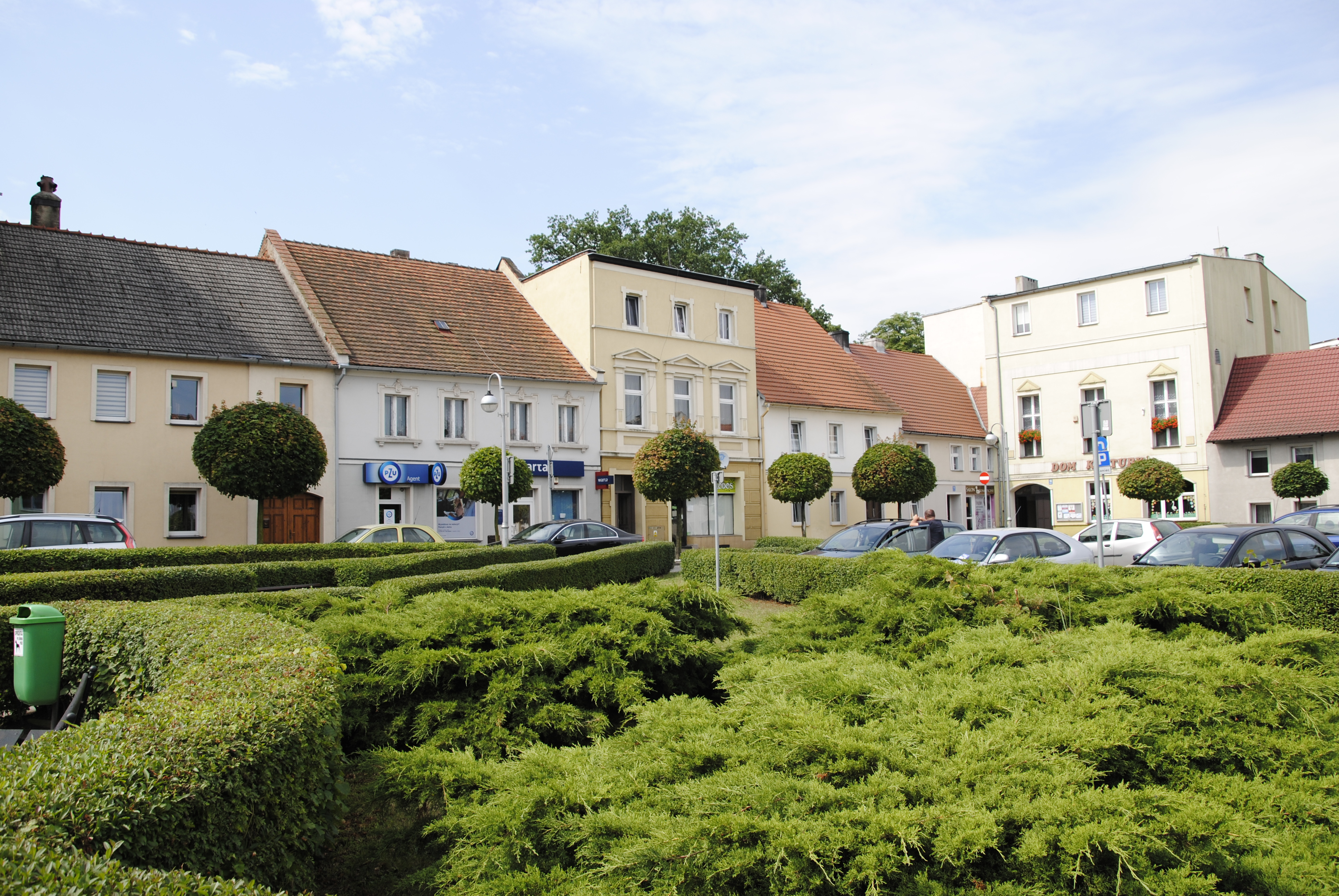
Ring

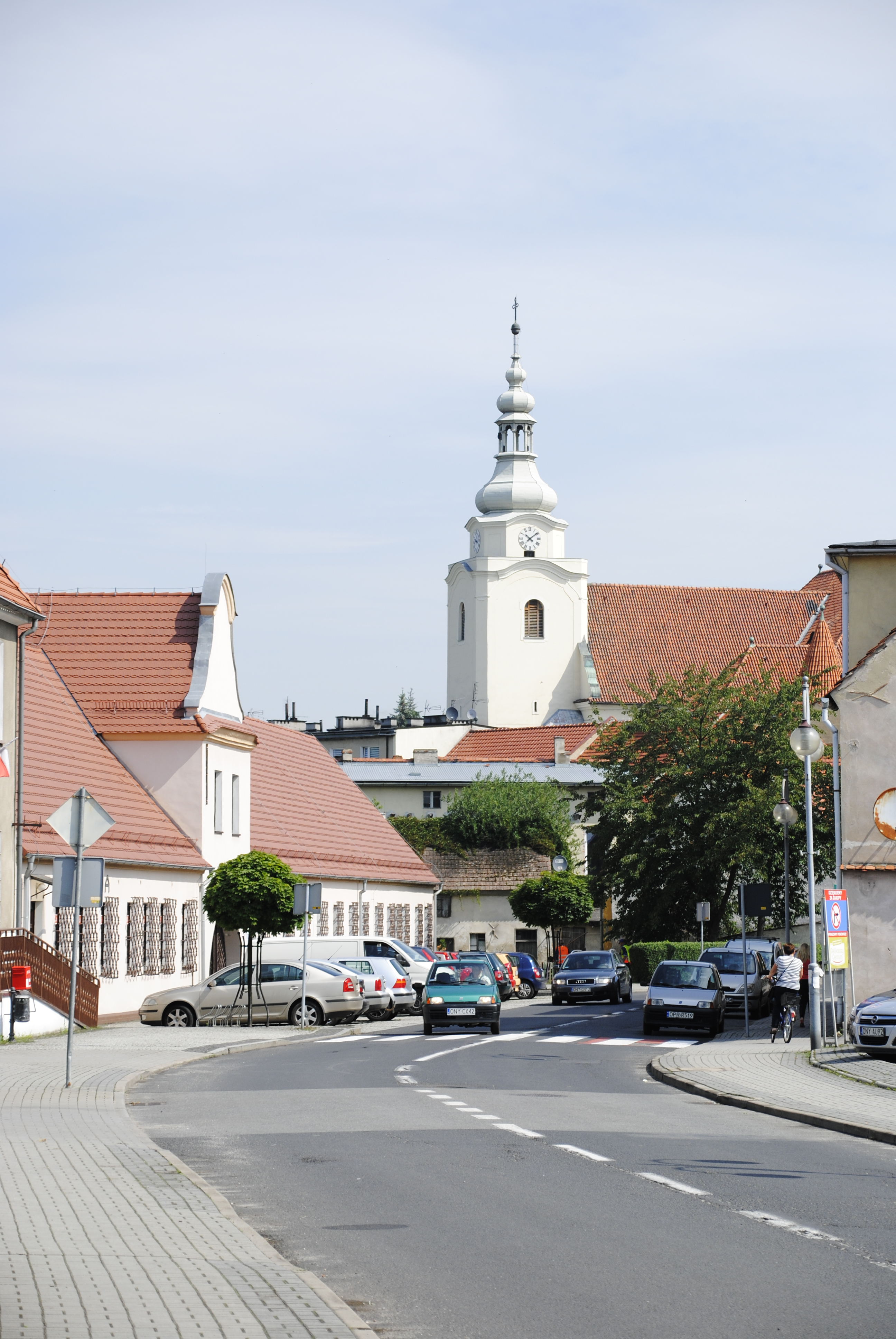
Stadtzentrum mit Schlosstor und Turm der Dreifaltigkeitskirche

Der Zeitpunkt der Stadtgründung ist ebenso unbekannt wie die des nordöstlich gelegenen Dorfes Friedland. 1323 ist ein Heinrich von Friedland urkundlich belegt. Im Jahre 1327 wurde Friedland ein Teil Böhmens.
Die Ersterwähnung der Kirche zu Hurthlanth im Jahre 1335 ist zugleich auch der erste schriftliche Nachweis über die Stadt.
Friedland hatte in seiner Geschichte viele Grundherren. Darunter waren die Schaffgotsch als Besitzer in der Zeit von 1535 bis 1594, unter denen die Reformation durchgeführt wurde.  Heinrich Wencel von Nowagk machte dies 1629 mit der Gegenreformation rückgängig. Den Nowagk folgten ab 1670 die Grafen von Burghauß.
1825 erfolgte ein Umbau und die Vergrößerung des aus dem Jahre 1616 stammenden Schlosses, um das ein Landschaftspark angelegt wurde.
1885 erbte Carl Graf von Pückler Friedland und nannte sich fortan von Pückler-Burghauß.
Seit 1742 gehörte die Stadt Friedland zu Preußen und ihr wurde das Stadtrecht wegen Unbedeutsamkeit entzogen. 1816 wurde Friedland Teil des Landkreises Falkenberg.
1867 erhielt der Markt Friedland die Stadtrechte zurück und das Dorf Friedland wurde eingemeindet. 1928 wurde auch der Gutsbezirk ein Teil der Stadt.
1909 erfolgte die Weihe des Neubaus der Dreifaltigkeitskirche. Der katholische Pfarrer Valentin Wojciech ist 1920 zum Breslauer Weihbischof ernannt worden.
Zu Beginn des 20. Jahrhunderts siedelte sich eine Maschinenfabrik an. Ansonsten war die Leichtindustrie vorherrschend, es gab Gardinen- und Spitzenwebereien, eine Schuhfabrik, außerdem ein Sägewerk, eine Ziegelei,  eine Drahtzaunfabrik und eine Bierbrauerei. Friedland hatte eine evangelische Kirche, zwei katholische Kirchen, ein Knaben-Erziehungsheim und war Sitz des Amtsgerichts Friedland O.S.
Im Zweiten Weltkrieg wurde Friedland bombardiert und erlitt Zerstörungen. Der Friedhof wurde stark zerstört, die Michaeliskapelle auf dem Friedhof brannte nieder, und auch das Schloss wurde stark beschädigt; die Stadtkirche erhielt einen Treffer an der Treppe. Im Frühjahr 1945 wurde die Stadt von der Roten Armee besetzt.
Nach Kriegsende 1945 wurde die Region von der Sowjetunion unter polnische Verwaltung gestellt. Das Stadtrecht wurde Friedland erneut entzogen. Es begann die Zuwanderung polnischer Bevölkerung. Die deutschen Einwohner wurden 1946 ins Lager Łambinowice (Lamsdorf) deportiert (vormaliges Stalag VIII B 344). Friedland wurde nach dem polnischen Freischärler und Politiker Wojciech Korfanty, der die Stadt niemals betreten hatte, in Korfantów umbenannt.
Seit 1993 ist die Ortschaft wieder eine Stadt und hat eine Städtepartnerschaft mit dem mecklenburgischen Friedland.

### Demographie
| Jahr | Einwohnerzahl | Anmerkungen |
| ---- | ------------- | --- |
| 1782 | 0684          | einschließlich des Dorfs gleichen Namens |
| 1816 | 0524          | [ 4 ] |
| 1825 | 0757          | davon 48 Evangelische, 22 Juden |
| 1840 | 1023          | davon 66 Evangelische, 23 Juden |
| 1855 | 1185          | [ 7 ] |
| 1861 | 1294          | davon 140 Evangelische, 1105 Katholiken, 49 Juden; nach anderen Angaben 1333 Einwohner (die Stadt selbst), davon 149 Evangelische und 76 Juden |
| 1867 | 1918          | am 3. Dezember |
| 1871 | 1947          | darunter 170 Evangelische; nach anderen Angaben 1959 Einwohner (am 1. Dezember), davon 191 Evangelische, 1730 Katholiken, 38 Juden             |
| 1900 | 2078          | meist Katholiken |
| 1910 | 1942          | am 1. Dezember, ohne Schloss und Gutsbezirk (67 Einwohner)                                                                                     |
| 1933 | 1861          | [ 12 ] |
| 1939 | 1872          | [ 12 ] |

| Jahr | Einwohner |
| ---- | --------- |
| 1958 | 932       |
| 2002 | 1995      |

## Sehenswürdigkeiten
- Dreifaltigkeitskirche – 1909 im neogotischen Stil erbaut[13]
- Schloss Friedland – 1616 im Stil der Renaissance erbaut. Heute wird es als Krankenhaus genutzt.[13]
- Ring mit Gebäuden aus dem 19. und 20. Jahrhundert

## Persönlichkeiten

### Söhne und Töchter der Stadt
- Friedrich von Burghauß (1796–1885), Rittergutsbesitzer, Mitglied des Preußischen Herrenhauses
- Theodor von Kolde (1850–1913), evangelischer Kirchenhistoriker und Lutherforscher
- Hedy Searle (1860–1928), Theater- und Stummfilmschauspielerin
- Carl Friedrich von Pückler-Burghauss (1886–1945), NSDAP-Politiker und SS-Offizier
- Georg Mazur (1889–1960), Kommunalpolitiker (NSDAP)
- Curt Thomalla (1890–1939), Drehbuchautor, Neurologe und Sozialmediziner
- Paul Zierz (1913–1971), Mediziner
- Judy Winter (* 1944), Theater- und Filmschauspielerin sowie Synchronsprecherin
- Waldemar Preussner (* 1958), Unternehmer

### Persönlichkeiten, die vor Ort gewirkt haben
- Theodor Jankowski (1852–1919), polnischer katholischer Geistlicher und Mitglied des Deutschen Reichstags, zeitweise Kaplan in Friedland
- Theodor Perniock (1852–1912), Jurist und Mitglied des Deutschen Reichstags, zwischen 1887 und 1891 am Amtsgericht Friedland tätig
- Alfons Nowack (1868–1940), deutscher Landeshistoriker und Priester, zwischen 1891 und 1894 Kaplan in Friedland
- Valentin Wojciech (1868–1940), Weihbischof in Breslau, 1902–1916 Pfarrer in Friedland

## Gemeinde
Die Stadt-und-Land-Gemeinde (gmina miejsko-wiejska) Korfantów umfasst ein Gebiet von 179,8 km². Es gliedert sich in die Stadt und eine Reihe von Dörfern.

## Verkehr
In Ost-West-Richtung verläuft die überörtliche Landesstraße  407. Nordwestlich des Ortskerns beginnt die Landesstraße 405 in Richtung Niemodlin (Falkenberg O.S.).

## Partnerstädte und -gemeinden
- Friedland (Mecklenburg)
- Friedland (Niederlausitz)
- Friedland (Niedersachsen)
- Prawdinsk (Friedland in Ostpreußen), Russland
- Frýdlant v Čechách (Friedland (Isergebirge)), Tschechien
- Frýdlant nad Ostravicí (Friedland an der Ostrawitz), Tschechien
- Mieroszów (Friedland in Niederschlesien), Polen.